# دولت أباد (أرزوئية)
دولت أباد (بالفارسية: دولت‌آباد) هي قرية تقع في إيران في Arzuiyeh Rural District. يقدر عدد سكانها بـ 2,462 نسمة .